# سرایجوق
سرایجوق، روستایی از توابع بخش گل‌تپه شهرستان کبودرآهنگ در استان همدان ایران قرار دارد.

## جمعیت
این روستا در دهستان مهربان سفلی قرار دارد و براساس سرشماری مرکز آمار ایران در سال ۱۳۹۵، جمعیتی بالغ بر ۴۴۰ نفر ثابت داشته‌است.